# Фридлант на Остравици
Фридлант на Остравици (чеш. Frýdlant nad Ostravicí) град је у Чешкој Републици. Град се налази у управној јединици Моравско-Шлески крај, у оквиру којег припада округу Фридек-Мистек.

## Становништво
Према подацима о броју становника из 2014. године град је имао 9.773 становника.